# Das schlaue Füchslein

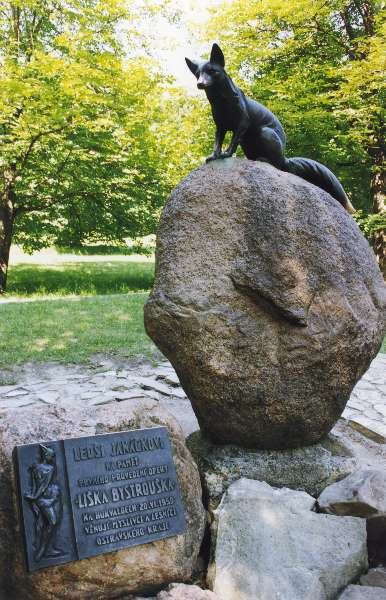
Janáček-Denkmal in Hukvaldy zur Erinnerung der ersten Aufführung der Oper Das schlaue Füchslein

Das schlaue Füchslein (im Original Příhody lišky Bystroušky) ist eine Oper in 3 Akten (9 Bildern) des tschechischen Komponisten Leoš Janáček. Die Oper entstand in den Jahren 1921 bis 1923. Das Libretto verfasste der Komponist, basierend auf einer Fortsetzungsgeschichte des Dichters Rudolf Těsnohlídek und des Zeichners Stanislav Lolek, die 1920 als Comicstrip in der Brünner Tageszeitung Lidové noviny erschien. Eine deutsche, vom Original in der Handlung stark abweichende Textfassung schuf Max Brod.

## Personen
- Die Menschen:
  - Der Förster (Bariton)
  - Die Frau Försterin (Alt)
  - Der Schulmeister (Tenor)
  - Der Pfarrer* (Bass)
  - Háraschta, ein Landstreicher (Bass)
  - Der Gastwirt Pasek (Tenor)
  - Sepp, Sohn des Försters (Sopran)
  - Franzl, sein Freund (Sopran)

- Die Tiere:
  - Füchslein Schlaukopf (Sopran)
  - Fuchs (Sopran)
  - Das junge Füchslein Schlaukopf (Kinderstimme, Sopran)
  - Dackel (Mezzosopran)
  - Hahn (Sopran)
  - Schopfhenne (Sopran)
  - Grille, Heuschreck, Frosch, Fliege (Kinderstimmen)
  - Dachs* (Bass)
  - Eule (Alt)
  - Eichelhäher (Sopran)
- Chor: Stimmen des Waldes, Dorfbewohner, Hennen, Tiere des Waldes, Fuchskinder
- Ballett: Libelle, Igel, Eichhörnchen, kleine Fliegen, allerlei Waldtiere

* Doppelbesetzung: Pfarrer und Dachs sollen von dem gleichen Sänger dargestellt werden

## Handlung
Ort der Handlung
Waldlandschaft. Im Hintergrund eine Dachshöhle – Hof der Seeförsterei – Vor der Dachshöhle – Paseks Gastwirtschaft. Das Honoratiorenzimmer. Nebenan die Schenkstube – Wald, links ein Weg bergauf mit Zaun. Hinter dem Zaun eine vollerblühte Sonnenblume – Füchsleins Höhle – Am Waldrand – Gastwirtschaft Pasek. Im Garten bei der Kegelbahn – Wie im 1. Bild
Das Werk schildert vordergründig das Schicksal einer vom Förster eingefangenen Füchsin, die auf seinem Hof heranwächst, dann aber in den Wald entflieht. Parallel dazu nehmen die Schicksale der mit der eigenen Unvollkommenheit kämpfenden Menschen ihren Lauf und sind in Art einer Fabel eng mit dem Geschehen in der Tierwelt verwoben.
Der Förster hat ein Verhältnis mit dem Zigeunermädchen Terynka, während seine Frau mit dem vermutlich von der Füchsin (die für Terynka steht) ins Haus gebrachten Ungeziefer kämpft. In diese Terynka, die nie auf der Bühne erscheint, sind auch der Lehrer und der Pfarrer verliebt. Doch letztlich gewinnt der Landstreicher und Wilderer Háraschta ihre Gunst. Der Pfarrer lässt sich, um der Anfechtung zu widerstehen, an einen anderen Ort versetzen, der Lehrer verdrückt eine stille Träne und der Förster nimmt in der Natur Abschied von seinen Jugendsünden.
Dieses Geschehen in der Menschenwelt offenbart sich nur in Andeutungen, ist eingebettet in die Naturschilderung, die das ganze Werk durchzieht. Die Füchsin wird im Wald gefangen und kämpft auf dem Hof des Försters um ihre Freiheit: gegen die Kinder, die sie ärgern, den lüsternen Dackel (der für den Förster steht), den Hahn, der wie der Lehrer Disziplin fordert und den sie schließlich erwürgt. In der darauffolgenden Panik gelingt ihr die Flucht. Im Wald vertreibt sie den Dachs (der für den Pfarrer steht) aus seiner Höhle und findet ihren Fuchs, der mit erlesenen Umgangsformen um sie wirbt. Von einem folkloristischen Klangbild des Chors der Tiere begleitet feiern die beiden Hochzeit.
Bald darauf führt die Füchsin ihre Kinder in die Gefahren des Lebens ein und lehrt sie, die Falle des Försters zu meiden. Doch dann findet sie in dem Landstreicher Háraschta einen Gegner, der sie schließlich niederschießt. Aus ihrem Fell wird ein Muff, der sich als Hochzeitsgeschenk für Terynka eignet. Der Förster lässt dies geschehen, akzeptiert das Wirken der Natur. Im Wald blickt er auf das Geschehene zurück. Er sieht ein Kind der Füchsin und einen Frosch, der gar der Enkel dessen ist, der ihm am Anfang der Handlung ins Gesicht gesprungen ist. In der Einfachheit des Alltäglichen endet das Tongemälde vom Wirken der Natur, in dem sich auch die menschliche Seele von ihren Verstrickungen lösen kann.

## Rezeptionsgeschichte
Die erste außertschechische Aufführung fand 1927 in Mainz statt. Deutsche Theater griffen auch in der Folge zunächst stets auf eine Bearbeitung von Max Brod zurück, die manche inhaltlichen Änderungen enthält. 1956 erstellte Walter Felsenstein eine Neuübersetzung, die sich enger an das Original anlehnt, seine Inszenierung der Oper mit Irmgard Arnold in der Titelrolle ist vom Deutschen Fernsehfunk aufgezeichnet worden (veröffentlicht als DVD). Max Brod bezeichnete die Oper als „Traum von der Ewigkeit der Natur und Liebeslust“.
Die Oper gilt als eine der originellsten Schöpfungen Janáčeks. Der Komponist äußerte mehrfach selbst, dass dieses sein bestes Werk sei. Die Orchesterbehandlung ist lyrischer und weniger „expressionistisch“ als in anderen Werken aus Janáčeks später Schaffensphase. Neben Anklängen an den Impressionismus sind Anregungen aus der mährischen Folklore deutlich spürbar. Intervallische Keimzelle der verwendeten Themen und Motive bildet häufig eine große Sekunde, Janáčeks charakteristischer Personalstil folgt auch hier seiner „Theorie der Sprechmelodie“.

## Auszeichnungen
Die Inszenierung von Ute M. Engelhardt in der Oper Frankfurt in der Saison 2015/2016 erhielt den Götz-Friedrich-Preis für Regie.